# Espen Ski
Espen Ski, född 23 mars 1980 är en norsk före detta galoppjockey, och numera konstnär.

## Biografi
Espen Ski började rida löp som 14-åring, och visade tidigt talang. Han tog sitt första jockeychampionat år 2005 som 25-åring. Ski var under karriären en av Norges mest meriterade jockeys inom galoppsporten, och tog sitt sjätte jockeychampionat 2013. Han har även blivit jockeychampion 2005, 2006, 2008, 2009 och 2010. 2007 kom han på andraplats bakom Carlos Lopez. Han har ridit löp i bland annat Polen, Tyskland, Dubai och Qatar.

### Uppmärksammad avstängning
Espen Ski uppmärksammades i november 2011, då han knuffat till medtävlande jockeyn Madeleine Haugland under ett löp på Øvrevoll. Haugland var nära att ramla av hästen, men lyckades hålla sig kvar i sadeln. Ski fick senare sex månaders avstängning av den norska överdomstolen.

### Olycka
Fredagen den 8 november 2013 var Ski inblandad i en allvarlig olycka på Øvrevoll galoppbana. Han fick omedelbar hjälp och fördes till Ullevål universitetssjukhus. Det klargjorde snabbt att han hade en fraktur i nyckelbenet och kompressionsskador i ryggen, och han placerades sedan i artificiell koma medan ytterligare skador undersöktes. Ski låg i koma i fyra dagar och fick bland annat flera hjärnblödningar. Olyckan ledde till att Ski var tvungen att avsluta sin karriär som jockey.
Efter jockeykarriären kom Ski ut som homosexuell.